# Pangshura
Pangshura is een geslacht van schildpadden uit de familie Geoemydidae. De groep werd voor het eerst wetenschappelijk beschreven door John Edward Gray in 1856. 

Er zijn vier soorten die ook wel tot het geslacht Batagur worden gerekend.

## Taxonomie
Geslacht Pangshura
- Soort Smiths dakschildpad (Pangshura smithii)
- Soort Pangshura sylhetensis
- Soort Indische dakschildpad (Pangshura tecta)
- Soort Indische tentschildpad (Pangshura tentoria)